# Nicole Ari Parker

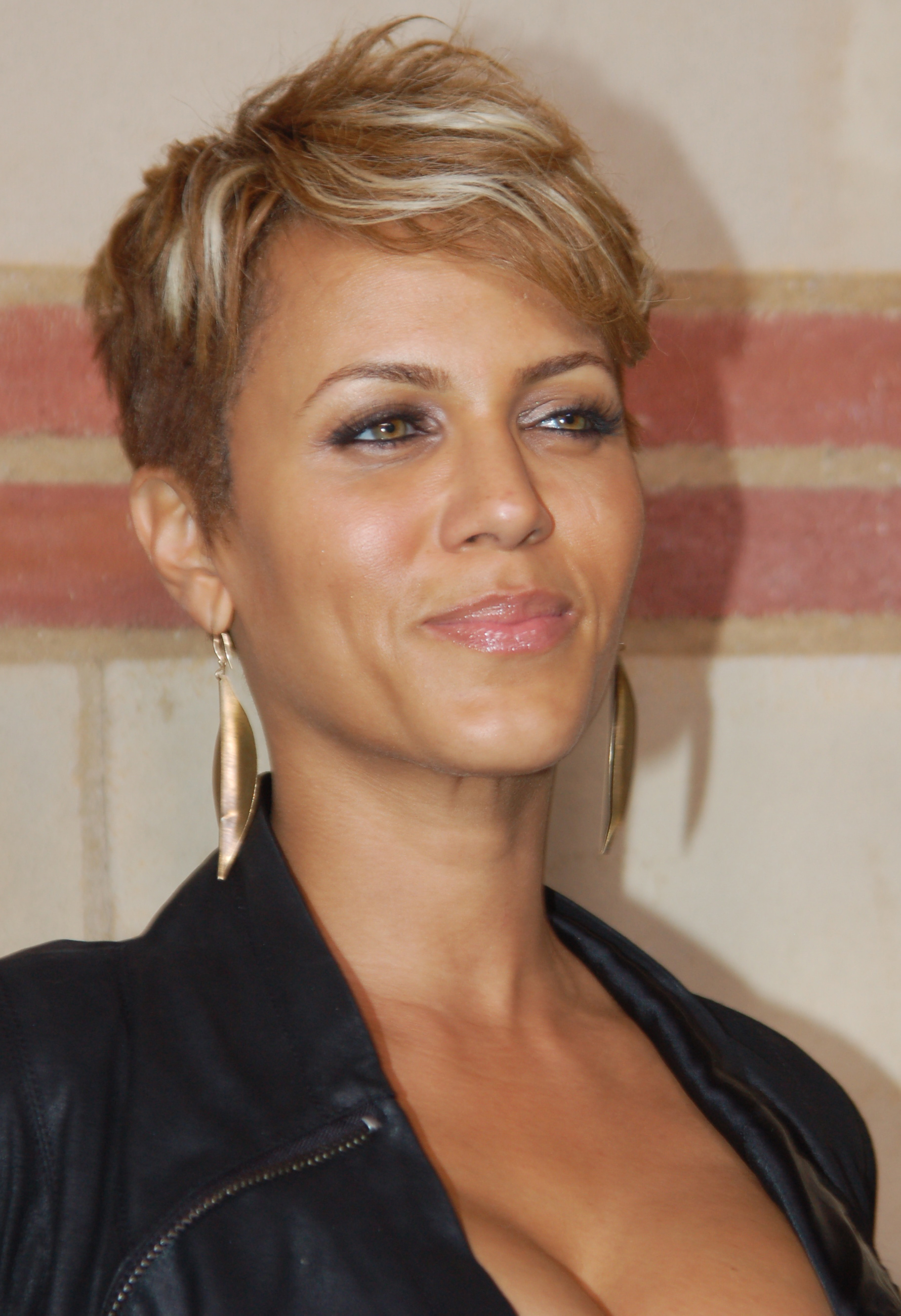
Nicole Ari Parker (2010)

Nicole Ari Parker Kodjoe (* 7. Oktober 1970 in Baltimore, Maryland) ist eine US-amerikanische Schauspielerin.

## Leben und Karriere
Parker – die afroamerikanisch-indianische Wurzeln hat – wuchs als Einzelkind auf. Sie schloss ein Studium an der Tisch School of the Arts der New York University ab.
Parker debütierte in einer größeren Rolle in der Komödie Two Girls in Love (1995). Ihre Rolle im Filmdrama Boogie Nights (1997) brachte ihr 1998 als Ensemblemitglied den Florida Film Critics Circle Award und eine Nominierung für den Screen Actors Guild Award. 1999 erhielt sie einen Sonderpreis des Urbanworld Film Festivals. Für die Rolle an der Seite von Denzel Washington im Sportdrama Gegen jede Regel (2000) wurde sie 2001 für den Image Award nominiert. Die Hauptrolle im Filmdrama Dancing in September aus dem gleichen Jahr brachte ihr 2002 eine Nominierung für den Black Reel Award. Für ihre Rolle in der Fernsehserie Soul Food – die sie von 2000 bis 2004 spielte – wurde sie in den Jahren 2001, 2002, 2003, 2004 und 2005 erneut für den Image Award nominiert. Eine weitere Nominierung für den gleichen Preis brachte ihr 2003 ihre Rolle in der Musikkomödie Brown Sugar (2002). In der Komödie Willkommen zu Hause Roscoe Jenkins (2008) spielte sie eine Frau, um die Roscoe Jenkins (Martin Lawrence) in der Vergangenheit warb.
Parker heiratete im März 2001 zum ersten Mal und wurde im November 2001 geschieden. 2005 heiratete sie den Schauspielkollegen Boris Kodjoe, mit dem sie zwei Kinder hat.

## Filmografie (Auswahl)
- 1995: Two Girls in Love (The Incredibly True Adventure of Two Girls in Love)
- 1995: Stonewall
- 1995: Divas
- 1996: Rebound: The Legend of Earl Manigault
- 1997: Am Ende der Gewalt (The End of Violence)
- 1997: Boogie Nights
- 1998: Spark
- 1999: Eine Nacht in New York (200 Cigarettes)
- 1999: Der Diamanten-Cop (Blue Streak)
- 2000: Dancing in September
- 2000: Gegen jede Regel (Remember the Titans)
- 2000–2004: Soul Food (Fernsehserie, 74 Episoden)
- 2002: Brown Sugar
- 2004–2005: Second Time Around (Fernsehserie, 13 Episoden)
- 2005: Wer entführt Mr. King? (King's Ransom)
- 2008: Willkommen zu Hause, Roscoe Jenkins (Welcome Home, Roscoe Jenkins)
- 2009: Zuhause ist der Zauber los (Imagine That)
- 2009: Pastor Brown
- 2010: The Deep End (Fernsehserie, 6 Episoden)
- 2011: 35 and Ticking
- 2013: Revolution (Fernsehserie, 8 Episoden)
- 2014: Repentance
- 2014: Murder in the First (Fernsehserie, 9 Episoden)
- 2015–2016: Rosewood (Fernsehserie, 7 Episoden)
- 2016: Almost Christmas
- 2017: Time After Time (Fernsehserie, 12 Episoden)
- 2017: Downsized
- 2017–2020: Empire (Fernsehserie, 35 Episoden)
- 2018: I’m Dying Up Here (Fernsehserie, 5 Episoden)
- 2018: How It Ends
- 2018: The Romanoffs (Fernsehserie, Episode 1x05)
- 2018: HeadShop
- 2019: Younger (Fernsehserie, 2 Episoden)
- 2020–2021: Chicago P.D. (Fernsehserie, 8 Episoden)
- 2021–2025: And Just Like That … (Fernsehserie)
- 2022: Safe Room
- 2022: We Are Gathered Here Today
- 2022: The Best Man – The Final Chapters (Fernsehserie, 2 Episoden)
- 2023: A Snowy Day in Oakland